# Hopbrug
De Hopburg is een voetbrug van ijzer en steen in het centrum van de Nederlandse stad Delft, provincie Zuid-Holland. De brug is een rijksmonument en is vermoedelijk gebouwd in 1865.

## Naamgeving
De voetbrug van ijzer en steen is genoemd naar de Hopstraat, die ertegenover ligt. Aan die zijde heeft de brug een trap.
Delft had in vroeger eeuwen veel brouwerijen, waarvoor veel hop nodig was. In de Hopstraat was een groot aantal opslagplaatsen voor de hop.
De brug is in 1865 vernieuwd met neo-classicistische accenten, vermoedelijk door de gemeentearchitect C.J. de Bruyn Kops (zie ook de Visbrug, de Kleine Oostpoortbrug en de Rapenbloembrug) en in 1929 gerestaureerd. In 2005–2006 is de brug geheel verwijderd en na een grondige restauratie teruggeplaatst.